# Diputación Provincial de Córdoba
La Diputación Provincial de Córdoba es una institución pública que presta servicios directos a los ciudadanos y apoyo técnico, económico y tecnológico a los ayuntamientos de los 77 municipios de la provincia de Córdoba. Además, coordina algunos servicios municipales y organiza servicios de carácter supramunicipal. Tiene su sede central en la ciudad de Córdoba. Integran la Diputación Provincial, como órganos de Gobierno de la misma, el presidente, los vicepresidentes, la Junta de Gobierno y el Pleno. 

## Historia
Hasta la creación de las Diputaciones Provinciales, la administración provincial básicamente era un instrumento fiscalizador, pero mediante el artículo 335 de la Constitución de Cádiz (1812) se dotó a las Diputaciones Provinciales de una serie de prebendas como el reparto de las contribuciones, la vigilancia de las infracciones a la Constitución, el censo y estadística provinciales, el establecimiento de los Ayuntamientos constitucionales, etc. Al frente de ella quedaba un Jefe Superior, designado por el Rey. Este nuevo cargo, que ejercía además como Delegado del Gobierno, asumió las competencias de orden público y el poder ejecutivo y servía de enlace entre los Ayuntamientos y la Diputación. Sin embargo, a los catorce meses de existencia, Fernando VII acabó con la obra de Las Cortes declarando nula y sin efecto la Constitución.
Durante el sexenio absolutista de Fernando VII (1814-1820), la corriente reformista liberal se paralizó, volviéndose al conservadurismo del antiguo régimen. Tras este período, durante el Trienio Liberal (1820-1823), la cuestión provincialista vuelve a surgir. La Ley para el Gobierno económico-político de las Provincias considera a las Diputaciones como el Ayuntamiento General de la Provincia.
Una de las Diputaciones Provinciales es la de Córdoba, en funcionamiento desde el 7 de julio de 1822. Su vida fue corta, pues la caída del Régimen Liberal hizo que no hubiera apenas aplicación práctica y que sus actas capitulares fueran destruidas por la reacción.
La muerte de Fernando VII en 1830, supuso el impulso definitivo a la cuestión provincialista. En 1833 el ministro Javier de Burgos, mediante el Real Decreto de 30 de noviembre de 1833, culminó definitivamente el proceso de división provincial, convirtiéndose Córdoba en una de ellas y con capitalidad en la ciudad homónima de Córdoba. Finalmente, las Diputaciones Provinciales van a ser reorganizadas por un Real Decreto de 25 de diciembre de 1835.
La Diputación Provincial de Córdoba será instaurada el 16 de noviembre de 1835. En ella estarán representados los 12 partidos judiciales que la componen.
La Constitución Española de 1978 estableció, en su artículo 141, que el gobierno y la administración autónoma de las provincias estarán encomendados a Diputaciones. De esta forma ser mantuvo estas administraciones existentes en España desde el siglo XIX.

### Mancomunidades
| Mancomunidad                 | Extensión   | Población    | Densidad      | Municipios | Mapa de Mancomunidades |
| ---------------------------- | ----------- | ------------ | ------------- | ---------- | ---------------------- |
| Alto Guadalquivir            | 1.299 km²   | 44.127 hab.  | 33,9 hab/km²  | 8          |                        |
| Campiña Este - Guadajoz      | 725 km²     | 39.260 hab.  | 54,1 hab/km²  | 5          |                        |
| Campiña Sur Cordobesa        | 1.101,8 km² | 104.062 hab. | 94,4 hab/km²  | 11         |                        |
| Subbética                    | 1.597 km²   | 123.651 hab. | 77,48 hab/km² | 14         |                        |
| Valle de los Pedroches       | 3.612 km²   | 56.435 hab.  | 15,6 hab/km²  | 17         |                        |
| Valle del Guadiato           | 2.493 km²   | 32.118 hab.  | 12,88 hab/km² | 11         |                        |
| Valle Medio del Guadalquivir | 1.691 km²   | 65.554 hab.  | 38,76 hab/km² | 8          |                        |

Además de las mencionadas, el término municipal de la ciudad de Córdoba forma una comarca por sí misma.

### Partidos judiciales
En la provincia existen actualmente 12 partidos judiciales. Sin embargo, con arreglo a la Ley Electoral (5/1985) solamente se tienen en cuenta para el reparto de escaños en la Diputación los partidos judiciales existentes en 1979 (10), quedando Puente Genil integrado en el Partido Judicial de Aguilar de la Frontera y los municipios de Adamuz, Bujalance, Cañete de las Torres, Cardeña, El Carpio, Montoro, Pedro Abad, Villa del Río y Villafranca de Córdoba, en el Partido Judicial de Córdoba. 
| Partido judicial (1979)                   | Municipios que comprende | Diputados Provinciales |
| ----------------------------------------- | --- | ---------------------- |
| Partido Judicial de Aguilar               | Aguilar de la Frontera, Monturque, Moriles y Puente Genil. | 2                      |
| Partido Judicial de Baena                 | Baena, Luque y Valenzuela. | 1                      |
| Partido Judicial de Cabra                 | Cabra, Doña Mencía, Nueva Carteya y Zuheros. | 1                      |
| Partido Judicial de Córdoba               | Adamuz, Bujalance, Cañete de las Torres, Cardeña, Castro del Río, Córdoba, El Carpio, Espejo, Montoro, Obejo, Pedro Abad, Villa del Río, Villaharta, Villafranca de Córdoba y Villaviciosa de Córdoba. | 13                     |
| Partido Judicial de Lucena                | Benamejí, Encinas Reales, Iznájar, Lucena, Palenciana y Rute. | 2                      |
| Partido Judicial de Montilla              | Fernán-Núñez, La Guijarrosa, Montalbán de Córdoba, Montemayor, Montilla, La Rambla, San Sebastián de los Ballesteros, Santaella y La Victoria.                                                         | 2                      |
| Partido Judicial de Peñarroya-Pueblonuevo | Belalcázar, Belmez, Los Blázquez, Espiel, Fuente la Lancha, Fuente Obejuna, La Granjuela, Hinojosa del Duque, Peñarroya-Pueblonuevo, Valsequillo y Villanueva del Rey.                                 | 1                      |
| Partido Judicial de Posadas               | Almodóvar del Río, La Carlota, Fuente Carreteros, Fuente Palmera, Guadalcázar, Hornachuelos, Palma del Río, y Posadas.                                                                                 | 2                      |
| Partido Judicial de Pozoblanco            | Alcaracejos, Añora, Conquista, Dos Torres, El Guijo, Pedroche, Pozoblanco, Santa Eufemia, Torrecampo, Villanueva de Córdoba, Villanueva del Duque, Villaralto y El Viso.                               | 2                      |
| Partido Judicial de Priego de Córdoba     | Almedinilla, Carcabuey, Fuente-Tójar y Priego de Córdoba. | 1                      |

## Estructura Organizativa
La Diputación de Córdoba se estructura en cinco áreas, cada una con una serie de delegaciones:
1. Área de hacienda, recursos humanos y cooperación al desarrollo local. Incluye la delegación general de hacienda y la delegación general de recursos humanos y cooperación al desarrollo.
2. Área de infraestructuras, carreteras y vivienda. Incluye la delegación general de infraestructuras y cooperación municipal, la delegación general de carreteras y vivienda y la delegación especial de agricultura y medio ambiente.
3. Área de desarrollo económico y turismo. Incluye la delegación general de desarrollo económico y turismo, la delegación general de cultura y la delegación especial de juventud y deportes.
4. Área de presidencia, gobierno interior y protección civil. Incluye la delegación general de presidencia, gobierno interior y protección civil y la delegación especial de comunicación y nuevas tecnologías.
5. Área de igualdad y políticas sociales. Incluye la delegación general de bienestar social, la delegación especial de igualdad y mujer y la delegación especial de consumo y participación ciudadana.

## Composición de la Diputación

### Composición histórica
- Elecciones municipales de 2007: 27 escaños repartidos en 14 del PSOE, 7 de IU y 6 del PP.
- Elecciones municipales de 2011: 27 escaños repartidos en 14 del PP, 8 del PSOE, 3 de IU y 2 de Unión Cordobesa.
- Elecciones municipales de 2015: 27 escaños repartidos en 12 del PSOE, 10 del PP, 3 de IU, 1 de Ganemos Córdoba y 1 de Ciudadanos.

### Composición actual
| Actual distribución de la Diputación tras las elecciones municipales de 2023 | Actual distribución de la Diputación tras las elecciones municipales de 2023 | Actual distribución de la Diputación tras las elecciones municipales de 2023 | Actual distribución de la Diputación tras las elecciones municipales de 2023 | Actual distribución de la Diputación tras las elecciones municipales de 2023 |
| Partido político                                                             | Votos                                                                        | %                                                                            | Diputados                                                                    |                                                                              |
| ---------------------------------------------------------------------------- | ---------------------------------------------------------------------------- | ---------------------------------------------------------------------------- | ---------------------------------------------------------------------------- | ---------------------------------------------------------------------------- |
| Partido Popular Andaluz (PPA)                                                | 162.627                                                                      | 40,58%                                                                       | 13                                                                           |                                                                              |
| Partido Socialista Obrero Español de Andalucía (PSOE-A)                      | 119.336                                                                      | 29,78%                                                                       | 11                                                                           |                                                                              |
| Con Andalucía-Izquierda Unida (Con Andalucía)                                | 58.976                                                                       | 14,71%                                                                       | 2                                                                            |                                                                              |
| Vox (VOX)                                                                    | 27.603                                                                       | 6,88%                                                                        | 1                                                                            |                                                                              |

### Distribución de escaños por partidos judiciales
| Composición 2023-2027  | Composición 2023-2027 | Composición 2023-2027 | Composición 2023-2027 | Composición 2023-2027 | Composición 2023-2027 |
| Partido judicial       | PP                    | PSOE                  | IU                    | Vox                   | Diputados             |
| ---------------------- | --------------------- | --------------------- | --------------------- | --------------------- | --------------------- |
| Aguilar de la Frontera | 1                     | 1                     |                       |                       | 2                     |
| Baena                  |                       | 1                     |                       |                       | 1                     |
| Cabra                  | 1                     |                       |                       |                       | 1                     |
| Córdoba                | 6                     | 4                     | 2                     | 1                     | 13                    |
| Lucena                 | 1                     | 1                     |                       |                       | 2                     |
| Montilla               | 1                     | 1                     |                       |                       | 2                     |
| Peñarroya-Pueblonuevo  |                       | 1                     |                       |                       | 1                     |
| Posadas                | 1                     | 1                     |                       |                       | 2                     |
| Pozoblanco             | 1                     | 1                     |                       |                       | 2                     |
| Priego de Córdoba      | 1                     |                       |                       |                       | 1                     |
| Total                  | 13                    | 11                    | 2                     | 1                     | 27                    |